# Delicate Sound of Thunder
Delicate Sound of Thunder är ett dubbelt livealbum av Pink Floyd, utgivet i november 1988. Inspelningarna är tagna från fem konserter i augusti samma år på Nassau Coliseum i Long Island, New York.
Albumet nådde 11:e plats både på UK Albums Chart och Billboard 200.

## Låtlista

### Skiva ett
Sida 1
1. "Shine on You Crazy Diamond" - 11:53
2. "Learning to Fly" - 5:27
3. "Yet Another Movie" - 6:21
4. "Round and Around" - 0:33

Sida 2
1. "Sorrow" - 9:28
2. "The Dogs of War" - 7:18
3. "On the Turning Away" - 7:58

### Skiva två
Sida 3
1. "One of These Days" - 6:15
2. "Time" - 5:16

Sida 4
1. "Wish You Were Here" - 4:49
2. "Us and Them" - 7:22
3. "Money" - 9:52
4. "Another Brick in the Wall, Part II" - 5:28
5. "Comfortably Numb" - 8:56
6. "Run Like Hell" - 7:12